# مسجد سوراكارتا الكبير
مسجد سوراكارتا الكبير (بالاندونيسية: Masjid Agung Kraton Surakarta) هو مسجد تابعة للحكومة سلطنة سوراكارتا في مرحلة ما قبل الاستقلال، ويستخدم المسجد بالإضافة لكونه مكانا للعبادة فهو مركز للإسلام لمواطني الدولة، الجامع الكبير بناه سنان باكوبوونو الثالث في عام 1763 واكتمل البناء في عام 1768، يصنف المسجد كونه مسجد جامع، يستخدم المسجد لصلاة الجماعة بالإضافة لصلاة الجمعة وصلاة العيد، يقع المسجد في سوراكارتا في إندونيسيا .

## البناء
بني الجامع الكبير على مساحة تبلغ 19180 متر مربع وفصل عن البيئة المحيطة بأسوار عالية وسياج يبلغ ارتفاعه 3.25 متر، بناء الجامع جرى وفق طراز سوراكارتا المسقوف (تاجوج)، داخل مجمع المسجد يمكن الاطلاع على مجموعة متنوعة من المباني ذات الوظيفة الثقافية الجاوية الإسلامية، أيضا للمسجد مقصورة وهو أمر شائع للمساجد الكبيرة .

## منطقة السياج

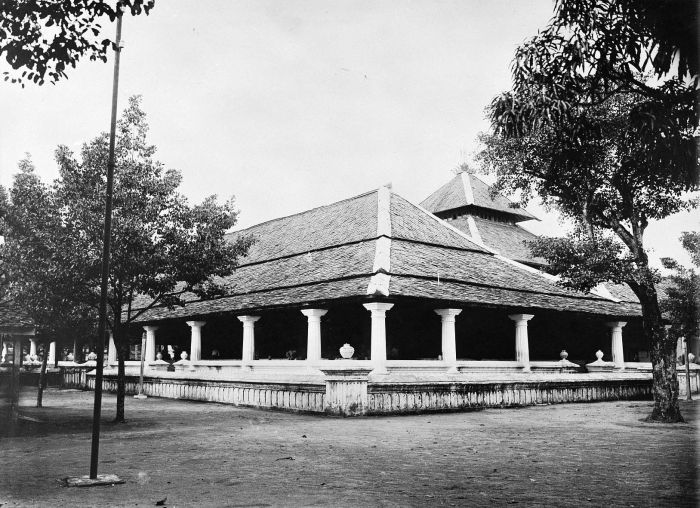
المسجد عام 1930

الجدار الذي بني خلال عهد سنان باكوبوانا الثامن في عام 1858، هو عبارة عن بوابة ولها ثلاثة مداخل، تقع بوابة المسجد الرئيسية على الجانب الشرقي، وعي في نفس الوقت تواجه الساحة واثنين من البوابات الصغيرة على الجانب الشمالي والجنوب من المسجد .

## الباحة
تقع الباحة على الجانب الشمالي والجنوب من المسجد بعد دخول البوابة الرئيسية، شكل شرفة المراقبة في نفس حجم الباحة، وظيفتها كمكان لوضع غاميلان القصر والألعاب خلال الاحتفالات، بالإضافة لكونها مكان لاسطبلات الملك وقت صلاة الجمعة، أما قصر الرئاسة فقد أسسه سنان باكوبوانا عام 1914 وأصبح ملكية للعائلة الحاكمة .

## قاعة الصلاة
الشرفة لديها نوع من الرواق الذي يمتد إلى الأمام ختى يشكل خصل الجبهة، الغرفة الرئيسية لها أربعة أركان واثني عشر عمود، التجهيزات الموجودة من بين الأمور الأخرى هي المحراب والمقصورة .